# هنري أنير
هنري انير (17 ديسمبر 1990 إستونيا - ) هو لاعب كرة قدم إستوني، يلعب كمهاجم.

## روابط خارجية
- هنري انير على موقع الاتحاد الدولي (مؤرشف)  (الإنجليزية)
- هنري انير على موقع الاتحاد الأوربي (الإنجليزية)
- هنري انير على موقع اتحاد إستونيا (الإنجليزية)
- هنري انير على موقع دوري كوريا الجنوبية (الإنجليزية)
- هنري انير على موقع قاعدة بيانات كرة القدم.إي يو (الإنجليزية)
- هنري انير على موقع ناشيونال فوتبول تيمز (الإنجليزية)
- هنري انير على موقع Soccerbase.com (لاعب) (الإنجليزية)
- هنري انير على موقع Soccerway.com (الإنجليزية)
- هنري انير على موقع عالم كرة القدم.نت (الإنجليزية)